# Sala conta
Una sala conta è una sala progettata e attrezzata per il conteggio di grandi volumi di valuta, usata principalmente da banche e casinò.

## Caratteristiche
La maggior parte di queste sale sono dotate di telecamere a circuito chiuso e apparecchiature di registrazione del suono per rilevare furti o frodi tra il personale. Una sala di conteggio può essere suddivisa in due aree separate, una per il conteggio delle banconote (talvolta definita conteggio morbido) e una per il conteggio delle monete (talvolta definita conteggio duro). Alcune attività ad alto volume di contanti, in particolare i casinò, gestiscono due sale distinte.